# La Bataille
La Bataille é uma comuna francesa na região administrativa da Nova Aquitânia, no departamento de Deux-Sèvres. Estende-se por uma área de 6,28 km². Em 2010 a comuna tinha 77 habitantes (densidade: 12,3 hab./km²).